# Кіріт-Унґол
Кі́ріт-У́нґол (англ. Cirith Ungol, з синдарину — «Павучий Перевал») — перевал та однойменна вартова вежа на Ефел-Дуат у Мордорі у вигаданому світі Середзем'я Джона Р. Р. Толкіна.

## Перевал Кіріт-Унґол
Уперше згадується у розділі III четвертої книги «Володаря перснів» як місце з жахливою славою.
У розділі VIII четвертої книги «Володаря Перснів» наводиться наступний його опис:

|  | Супроти понурої заграви східного неба в найвищому хребті окреслювалася розколина, вузька, глибоко врізана поміж чорними відрогами; і на кожному стримів скелястий шпичак. Він зупинився і придивився краще. Ріг ліворуч був високий і тонкий; і на його верхівці горів червоний вогонь, або, може, це крізь отвір просвічувалася червона заграва землі поза ним |

.
Перевал Кіріт-Унґол починався у Моргульській долині ліворуч мосту через Моргулдуїн. У північній стіні долини, вирубані у скелях, нагору йшли Прямі Сходи, які змінювалися Витими. Сходи виходили в Торех-Унґол, «Павуче Лігво», де жила Шелоб. Звідти вели дві тропи: підземна виходила до дверей нижнього ярусу фортеці Кіріт-Унгол, наземна вела до її воріт.

## Вежа над Кіріт-Унґолом

### Споруда
У розділі І шостої книги «Володаря Перснів» подається наступний опис Вежі над Кіріт-Унґолом:

|  | У цьому жахливому світлі стояв приголомшений Сем, бо тепер, глянувши ліворуч, він побачив у всій могутності Вежу над Кіріт-Унґолом. Ріг, який виднівся з віддалі, був тільки її верхівкою. Зі сходу три великі яруси спиралися на гірський карниз; задня стіна притискалася до високої скелі, з якої виступали бастіони, один над одним, звужуючись угорі, з уміло викладеними крутими стінами, які дивилися на північний і південний схід. Довкола нижнього ярусу, за двісті футів нижче від Сема, ішов міцний мур, утворюючи вузький двір. Брама з південно-східного боку виходила на широку дорогу, зовнішній парапет якої проходив краєм прірви, аж поки вона не повертала на південь і там зміїлась униз у темряву, де зливалася з дорогою від Морґульського перевалу. Далі вона вела між зубами Морґаї, через долину Ґорґорот до самого Барад-дура. Вузька стежка, на якій стояв Сем, збігала крутими сходами до головної дороги під грізними мурами неподалік від брами. Дивлячись на неї, він раптом зрозумів, що ця твердиня була призначена не для того, щоби не пускати ворога до Мордору, а щоби тримати його всередині. То була одна з споруд прадавнього Ґондору, східна застава Ітілієну, поставлена після укладення Останнього Союзу, коли люди з Вестернесу стерегли злий край Саурона, де причаїлися недобитки його війська. Але й у Нірхості й Кархості, Зубах Мордору, і тут пильність було втрачено, тож через зраду Вежа перейшла до Володаря Примар Персня, й ось уже довгі роки вона у руках злих істот |

.
Зовнішня стіна Вежі над Кіріт-Унґолом без жодних тріщин чи виступів підіймалася на тридцять футів до гребеня стіни, що нависав, мов перевернуті сходи.

### Вартові Вежі над Кіріт-Унґолом
Головні ворота Кіріт-Унґолу охоронялися двома Вартовими. У розділі І книги 6 «Володаря Перснів» вони описуються як величезні статуї на постаментах. Кожен з Вартових мав по три з'єднані тулуби та по три голови, звернуті досередини, назовні й до брами. Голови у них були як у стерв'ятників, а на великих колінах лежали руки з пазурами. Вони здавалися витесаними з величезних кам'яних брил, усередині яких неначе оселився якийсь жахливий дух злісної пильності.
Вартові могли впізнавати ворога, незалежно від того, видимим він був, чи невидимим, і не впускали його до вежі чи не випускали б назовні.
Сем, який шукав у вежі Кіріт-Унґол ув'язненого орками Фродо, зміг пройти повз них лише за допомогою фіалу Ґаладріелі.

### Вежа
У кінці внутрішнього двору на північній стороні Вежі знаходилися великі двері. За ними починався широкий та лункий коридор, освітлюваний смолоскипами, обабіч якого було багато дверей та отворів.
Наприкінці його розташовувалася арка Нижніх воріт — заднього входу до вежі, який виводив до лігва Шелоб.
Праворуч від Нижніх воріт довгі звивисті сходи вели на плаский дах третього, найвищого рівня Вежі. Він був завширшки приблизно у двадцять ярдів, оточений низьким парапетом.
З західного краю здіймався цоколь високого шпиля, який стояв у глибині цього внутрішнього дворику, та здіймав свій ріг над гребнем довколишніх гір.
Усередині цей шпиль складався з трьох поверхів, з'єднаних між собою темними та вузькими гвинтовими сходами. Під самим дахом розташовувалася комірчина, до якої можна було потрапити через люк у стелі. Там орки тримали полоненого Фродо.

### Гарнізон Вежі над Кіріт-Унґолом
Достеменних даних про кількісний склад гарнізону Вежі немає. Відомо лише, що гарнізон Кіріт-Унґола наприкінці Третьої Епохи складався з орків, які носили на своїх обладунках знак Червоного Ока.
У розділі І книги 6 «Володаря Перснів» згадується, що патруль орків під началом Шаґрата, який полонив непритомного Фродо, складався з близько 40 осіб. Однак цей загін був лише частиною гарнізону. Спочатку командиром гарнізону був орк Шаґрат, однак після його втечі з мітриловою кольчугою до Барад-дура, головним у Вежі став один з назґулів.

### Історія Вежі над Кіріт-Унґолом
У «Поверненні Короля» розповідається, що Кіріт-Унґол було збудовано ґондорцями після перемоги над Сауроном у Війні Останнього Союзу наприкінці Другої Епохи. Вежа була східним, найдальшим форпостом оборони Ітілієну. За початковим задумом вона призначалася для спостереження за землями Мордору та унеможливлення втечі звідти поплічників Саурона. Також, вона мала перешкоджати поверненню самого Саурона до Мордору. Але після того, як міць Ґондору змаліла, нагляд за Мордором ослабшав, і вежа стояла пусткою. Після того, як Проводар Назґулів повернувся до Мордору у 1980 році Третьої Епохи, Кіріт-Унґол перейшла під його контроль. З Кіріт-Унґолу він напав на Мінас-Ітіль, який захопив 2002 року та перетворив на свою твердиню, знану відтоді як Мінас-Морґул.
Після повернення Саурона у вежі було розміщено гарнізон, який охороняв перевал та перешкоджав утечі рабів Мордору. Вона ж ставала на шляху того, хто йшов до Мордору з заходу, якби йому якимось чином удалося оминути вартових Мінас-Морґулу та лігво Шелоби.
13 березня 3019 року орки Шаґрата і орочий загін Ґорбаґа з Мінас-Моргула принесли непритомного Фродо Торбинса через Нижні ворота до вежі та ув'язнили його у найвищій кімнаті шпилю на третьому ярусі. Через мітрилову кольчугу Фродо орки пересварилися між собою та перебили один одного.

## Цікаві факти
Назву «Кіріт-Унґол» (Cirith Ungol) носив один з каліфорнійських гуртів, що грав у стилі хеві-метал.